# Żabińskiïta
La żabińskiïta és un mineral de la classe dels silicats, que pertany al grup de la titanita. Rep el seu nom en honor de Witold Żabiński (1929–2007), un dels mineralogistes polonesos més eminents, i un dels fundadors de la Societat Mineralògica de Polònia i el seu president entre els anys 1980-1994.

## Característiques
La żabińskiïta és un nesosilicat de fórmula química Ca[Al0,5(Ta,Nb)0,5)](SiO₄)O. Va ser aprovada com a espècie vàlida per l'Associació Mineralògica Internacional l'any 2015, i publicada el 2017. Cristal·litza en el sistema triclínic. La seva duresa a l'escala de Mohs és 5. És el segon mineral silicat que conté tal·li després de la holtita. És idèntica a la titanita i a altres espècies del grup de la titanita en termes de topologia d'enllaços.
Segons la classificació de Nickel-Strunz, la żabińskiïta pertany a «09.AG: Estructures de nesosilicats (tetraedres aïllats) amb anions addicionals; cations en coordinació > [6] +- [6]» juntament amb els següents minerals: abswurmbachita, braunita, neltnerita, braunita-II, långbanita, malayaïta, titanita, vanadomalayaïta, natrotitanita, cerita-(Ce), cerita-(La), aluminocerita-(Ce), trimounsita-(Y), yftisita-(Y), sitinakita, kittatinnyita, natisita, paranatisita, törnebohmita-(Ce), törnebohmita-(La), kuliokita-(Y), chantalita, mozartita, vuagnatita, hatrurita, jasmundita, afwillita, bultfonteinita, zoltaiïta i tranquillityita.

## Formació i jaciments
Va ser descoberta a la pegmatita Julianna de la pedrera DSS Piława Górna, a Piława Górna, al districte de Dzierżoniów (Baixa Silèsia, Polònia), on sol trobar-se associada a altres minerals com: zircó, policrasa-(Y), euxenita-(Y) i altres espècies del grup de les miques i del grup del piroclor. Es tracta de l'únic indret on ha estat trobada aquesta espècie mineral.